# Unione Sportiva Gerli 1941-1942
Questa voce raccoglie le informazioni riguardanti l'Unione Sportiva Gerli nelle competizioni ufficiali della stagione 1941-1942.

## Rosa
| N. |                   | Ruolo | Calciatore        |
| -- | ----------------- | ----- | ----------------- |
|    | Italia (bandiera) | C     | Piero Antoni      |
|    | Italia (bandiera) | C     | Piero Asnaghi     |
|    | Italia (bandiera) | P     | Nino Bonacini     |
|    | Italia (bandiera) | P     | Carlo Brasca      |
|    | Italia (bandiera) | D     | Sante Carnelutti  |
|    | Italia (bandiera) | D     | Ugolino Casellato |
|    | Italia (bandiera) | C     | Cesare Citterio   |
|    | Italia (bandiera) | C     | Annibale Colombi  |

| N. |                   | Ruolo | Calciatore          |
| -- | ----------------- | ----- | ------------------- |
|    | Italia (bandiera) | A     | Renzo Cosmelli      |
|    | Italia (bandiera) | A     | Carlo Fabris        |
|    | Italia (bandiera) | D     | Antonio Frigerio    |
|    | Italia (bandiera) | A     | Giovanni Gallio     |
|    | Italia (bandiera) | D     | Giacomo Mangiarotti |
|    | Italia (bandiera) | D     | Battista Padovan    |
|    | Italia (bandiera) | A     | D. Sambruna         |
|    | Italia (bandiera) | D     | Antonio Zennaro     |